# Hideaki Itō
Hideaki Itō (伊藤 英明?, Itō Hideaki; Gifu, 3 agosto 1975) è un attore giapponese.
Inizia la sua carriera nel mondo dello spettacolo alla metà degli anni '90, e da allora in poi partecipa in ruoli importanti in molte pellicole cinematografiche e dorama televisivi, a fianco di molti idol maschili.

## Filmografia

### Cinema
- Himitsu (1999)
- Pyrokinesis (Kurosufaia) (2000)
- Crossfire (2000)
- Blister (2000)
- Princess Blade (2001)
- Yin-Yang Master (2001)
- Shurayuki Hime (2001)
- Kasei Gishi Den (2003)
- Onmyoji 2 (2003)
- Umizaru (2004)
- Kono Mune Ippai no Ai wo / A Heartful Love (2005)
- Limit of Love: Umizaru (Rimitto obu Rabu Umizaru) (2006)
- Sukiyaki Western Django (2007)
- 252: Seizonsha Ari (2008)
- Kamui Gaiden (2009)
- Umizaru 3: The Last Message / The Last Message: Umizaru (2010)
- Andalucia: Revenge of the Goddess (Andarushia Megami no Hōfuku) (2011)
- Umizaru 4 (2012)
- Il canone del male (Aku no Kyōten) (2012)
- Wood Job! (2014)

### Televisione
- Odoru Daisousasen (Fuji TV, 1997)
- Dessin (NTV, 1997)
- Ai Tokidoki Uso (NTV, 1998)
- Boy Hunt (Fuji TV, 1998)
- Over Time (Fuji TV, 1999)
- Out (Fuji TV, 1999)
- Yamada Ikka no Shinbo (TBS, 1999)
- Yasha (TV Asahi, 2000)
- Ai wo Kudasai (Fuji TV, 2000)
- Baka Sankyodai (Fuji TV, 2001)
- Joshiana (Fuji TV, 2001)
- Kyumei Byoto 24 Ji 2 (Fuji TV, 2001)
- Shitto no Kaori (TV Asahi, 2001)
- Koi wo Nannen Yasundemasu ka (TBS, 2001)
- Tentai Kansoku (Fuji TV, 2002)
- Akahige (Fuji TV, 2002)
- Namahoso wa Tomaranai (TV Asahi, 2003)
- Ai to Shihon Shugi (WOWOW, 2003)
- Toshiie and Matsu (NHK, 2002)
- Boku no Mahou Tsukai (NTV, 2003)
- Shiroi Kyoto (Fuji TV, 2003)
- Atsuki Yume no Hi (Fuji TV, 2004)
- Kunitori Monogatari (TV Tokyo, 2005)
- Umizaru (Fuji TV, 2005)
- Bengoshi no Kuzu (TBS, 2006)
- Akechi Mitsuhide (serie televisiva) (Fuji TV, 2007)
- Kodoku no Kake (TBS, 2007)
- Wachigaiya Itōsato (TBS, 2007)
- First Kiss (Fuji TV, 2007)
- 252 Seizonsha ari: Episode ZERO (NTV, 2008)
- Keikan no Chi (TV Asahi, 2009)
- Buzzer Beat (Fuji TV, 2009)
- Carnation
- Kokosei Restaurant (NTV, 2011)
- Last Money ~Ai no Nedan~ (NHK, 2011)
- Tennō no ryōriban (TBS, 2015)